# Salonik polityczny
Salonik polityczny – polski program publicystyczny nadawany od 2013 w Telewizji Republika, prowadzony przez Rafała Ziemkiewicza. Emitowany w niedziele o godzinie 11:00, trwa około 60 minut.

## Formuła programu
Program jest kontynuacją dawnych programów O co chodzi?, Antysalon Ziemkiewicza i Antysalonik Ziemkiewicza, nadawanych w innych mediach. W programie zaproszeni dziennikarze (jednorazowo trzy osoby) komentują wydarzenia krajowej sceny politycznej z ostatniego tygodnia. Wśród regularnie zapraszanych gości są Łukasz Warzecha i Stanisław Janecki.
31 grudnia 2023 został wyemitowany 500. odcinek.